# متنزه محمية برك كلاي بت الحكومي
متنزه محمية برك كلاي بت الحكومي، هو متنزه حكومي تبلغ مساحته 265 أكر (1.07 كـم2) ويقع بالقرب من الشاطئ الجنوبي الغربي لجزيرة ستاتن، نيويورك. إنه متنزه الولاية الوحيد الموجود في جزيرة ستاتين.

## تاريخ
كان المتنزه موقعًا للتعدين المكثف لطين الكاولين الأبيض في القرن التاسع عشر والتي وفرت المواد الخام للطوب والتراكوتا.بعد التخلي عن أعمال المحاجر، امتلأت الحفر بمياه الأمطار والينابيع الطبيعية والنباتات. تحتوي المحمية أيضًا على أدلة أثرية على مستوطنات ليناب والمستوطنين الأوروبيين الأوائل والسود الأحرار في ارض رملية
تم إنشاء المتنزه في عام 1977 بعد ضغوط واسعة النطاق من قبل حماة باين أوك وودز، وهي منظمة محلية للحفاظ على البيئة.
تم وضع حجر الأساس لمركز طبيعي بقيمة 1.3 مليون دولار في 4 مايو 2007. في أكتوبر 2008، افتتح المركز بمعارض عن تاريخ منطقة تشارلستون والحياة البرية والنباتات الموجودة داخل المتنزه. يحتوي المرفق الذي تبلغ مساحته (280 متر مربع) على مساحة عرض وفصول دراسية وجناح خارجي.

## وصف المتنزه

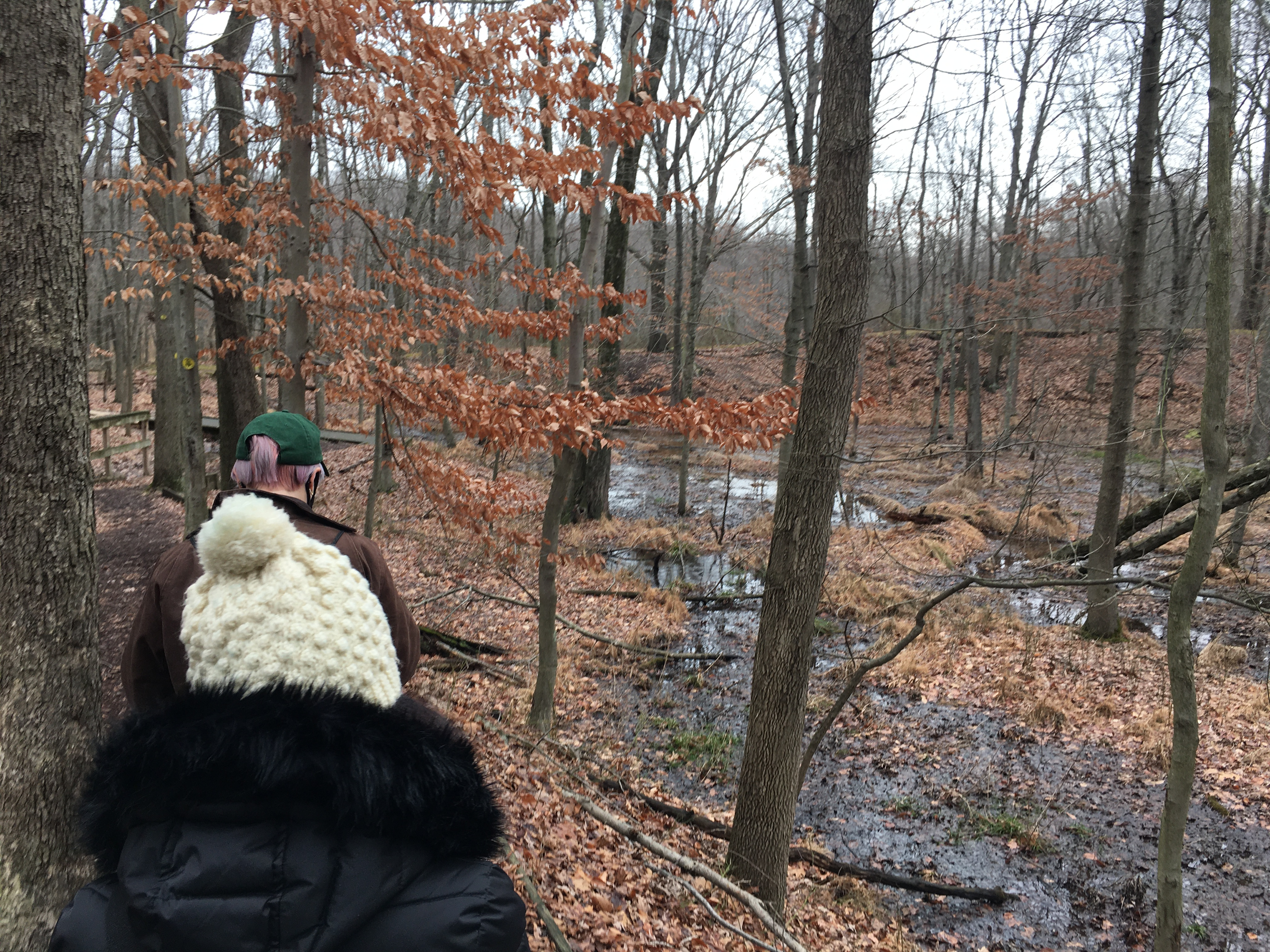
تضاريس المتنزهات المميزة والأراضي الرطبة المتبقية من تاريخها السابق ، كما يتضح من أحد مسارات المشي لمسافات طويلة

المتنزه عباره عن محمية طبيعية تبلغ مساحتها 265 فدان (1.07 كـم2) وتضم الأراضي الرطبة والبرك والأحواض الرملية والجداول التي تغذيها الينابيع والأراضي الحجرية. وهي تشمل غابات الصنوبر، والأزهار البرية النادرة مثل التوت البري، وذيل السحلية، والأوسومهاو، والمستنقعات المزدوجة. تشمل الأنواع الحيوانية الموجودة في المتنزه ثعابين المتسابق السوداء الشمالية ، وسلاحف الصندوق، وضفادع فاولر، والضفادع الخضراء، وضفدع السبرينغ بيبر. تم مشاهدة أكثر من 170 نوعًا من الطيور في المتنزه. كما يتم مشاهدة الغزلان بانتظام هناك.
الغرض من المحمية هو الحفاظ على البيئة الفريدة للموقع، بالإضافة إلى توفير الفرص التعليمية والترفيهية، مثل المشي في الطبيعة، وبرامج بيئة البركة، ومشاهدة الطيور. مساران للمشي لمسافات طويلة - مسار
بركة ابراهام ومسار مستنقع اليس - كلاهما متاحين للجمهور بالقرب من مقر المتنزه، ويُسمح بركوب الخيل على بعد 5 أميال (8.0 كـم) من مضمار الخيل.
يحتوي المتنزه على منطقتين مخصصتين، تم تخصيصهما للأنواع المهددة بالانقراض وغير مسموح للجمهور.

## روابط خارجية
- متنزهات ولاية نيويورك: محمية Clay Pit Ponds State Park